# Campeonato Argentino M21 1999
El Campeonato Argentino de Menores de 21 años de 1999 fue un torneo para seleccionados M21 de las uniones regionales afiliadas a la Unión Argentina de Rugby. El torneo se llevó a cabo entre el 6 de marzo y el 3 de abril de 1999.
Al igual que en la temporada anterior, los partidos de la Zona Campeonato se disputaron como encuentros preliminares a los partidos de la Zona Campeonato del Campeonato Argentino de Mayores de 1999, la cual se disputó en paralelo y estuvo compuesta por los mismos equipos, a excepción del seleccionado de la Unión de Rugby de Mar del Plata. El equipo marplatense sólo estuvo presente en el torneo de mayores, por lo cual los encuentros correspondientes en el torneo M21 resultaron en fecha libre para sus rivales.
El seleccionado de la Unión de Rugby de Rosario consiguió el torneo de forma invicta, ganando todos sus encuentros y convirtiéndose en el tercer equipo en ganar el campeonato, junto a Buenos Aires y Córdoba. Este fue el primer título en la categoría M21 para la unión rosarina y el primer Campeonato Argentino Juvenil desde el obtenido en la edición inaugural en 1973.

## Equipos participantes
Disputaron esta edición las selecciones de cinco uniones provinciales en una única Zona Campeonato.
| División                  | Equipo       | Unión                          |
| ------------------------- | ------------ | ------------------------------ |
| Zona Campeonato 5 equipos | Buenos Aires | Unión de Rugby de Buenos Aires |
| Zona Campeonato 5 equipos | Córdoba      | Unión Cordobesa de Rugby       |
| Zona Campeonato 5 equipos | Cuyo         | Unión de Rugby de Cuyo         |
| Zona Campeonato 5 equipos | Rosario      | Unión de Rugby de Rosario      |
| Zona Campeonato 5 equipos | Tucumán      | Unión de Rugby de Tucumán      |

## Zona Campeonato
| Pos. | Equipos      | Partidos | Partidos | Partidos | Tantos | Tantos | Tantos | Pts. |
| Pos. | Equipos      | G        | E        | P        | PF     | PC     | DP     | Pts. |
| ---- | ------------ | -------- | -------- | -------- | ------ | ------ | ------ | ---- |
| 1.°  | Rosario      | 4        | 0        | 0        | 104    | 70     | +34    | 8    |
| 2.°  | Córdoba      | 3        | 0        | 1        |        |        |        | 6    |
| 3.°  | Buenos Aires | 2        | 0        | 2        |        |        |        | 4    |
| 4.°  | Cuyo         | 1        | 0        | 3        | 60     | 120    | -60    | 2    |
| 5.°  | Tucumán      | 0        | 0        | 4        | 66     | 120    | -54    | 0    |

Primera fecha
| 6 de marzo | Cuyo | 14 - 46 | Córdoba | Independiente Rivadavia, Mendoza          |                                           |
|            |      | Reporte |         | Árbitro(s): Rodolfo Muller (Buenos Aires) | Árbitro(s): Rodolfo Muller (Buenos Aires) |

| 6 de marzo | Rosario | 20 - 18 | Buenos Aires |  |  |

Segunda fecha
| 13 de marzo | Buenos Aires | 30 - 6 | Cuyo |  |  |

| 13 de marzo | Tucumán | 24 - 36 | Córdoba | La Caldera del Parque, Tucumán             |                                            |
|             |         | Reporte |         | Árbitro(s): Carlos Cesarsky (Buenos Aires) | Árbitro(s): Carlos Cesarsky (Buenos Aires) |

Tercera fecha
| 20 de marzo | Cuyo | 18 - 26 | Rosario |  |  |

| 20 de marzo | Buenos Aires | 22 - 3 | Tucumán |  |  |

Cuarta fecha
| 27 de marzo | Rosario | 18 - 13 | Córdoba |  |  |

| 27 de marzo | Cuyo | 22 - 18 | Tucumán |  |  |

Quinta fecha
| 3 de abril | Córdoba | G.P. - P.P. | Buenos Aires |  |  |

| 3 de abril | Tucumán | 21 - 40 | Rosario |  |  |

| Bandera de la Ciudad de Rosario |
| Rosario Campeón                 |
| Primer título                   |